# Teijsmanniodendron unifoliolatum
Teijsmanniodendron unifoliolatum là một loài thực vật có hoa trong họ Hoa môi. Loài này được (Merr.) Moldenke miêu tả khoa học đầu tiên năm 1952.